# All-American Canal
Der All-American Canal ist ein 130 Kilometer langer Kanal im südöstlichen Kalifornien. Er bringt Wasser aus dem Colorado River ins Imperial Valley und zu neun Städten. Er ist die einzige Wasserquelle des Imperial Valley und ersetzte den Alamo-Canal, der vor allem auf dem Staatsgebiet von Mexiko lag. Am Imperial Dam, etwa 48 km nordöstlich von Yuma, wird Wasser des Colorado River in den All-American Canal geleitet. Fünf kleinere Kanäle gehen vom All-American Canal ab und verteilen Wasser im Imperial Valley. Dieses Kanalsystem bewässert bis zu 250.000 Hektar landwirtschaftliche Nutzfläche in einem der ursprünglich trockensten Landstriche der Erde. Der All-American Canal ist der größte Bewässerungskanal der Welt und bewältigt eine durchschnittliche Abflussmenge Wasser von 428 m³/s. Das Bauwerk wurde zur Sicherheit auch auf eine größere Wassermenge ausgelegt und kann bei Ausschöpfung des ganzen Kanalvolumens einen theoretischen Abfluss von 740,6 Kubikmeter pro Sekunde (26,155 cubic feet per second) ermöglichen.

## Bau
Der All-American Canal wurde zusammen mit dem Hoover Dam 1928 mit dem Canyon Project Act genehmigt und in den 1930er-Jahren durch das Bureau of Reclamation und Six Companies, Inc. gebaut. Der All American Canal ersetzte ab 1942 den Alamo Canal (Spanish: Canal del Álamo) bzw. Imperial Canal. Der 23 km lange Alamo Canal leitete Wasser vom Colorado River in den Alamo River. Der Alamo Canal wurde ab Mai 1900 gebaut. Vom Mai 1901 bis 1942 wurde der Alamo Canal genutzt. Der Kanal verlief nur zu kleinen Teilen in den USA.

## Ertrunkene Flüchtlinge
Der All-American Canal läuft parallel zur mexikanischen Grenze. Daher wird er von illegalen Einwanderern durchquert. Die Durchquerung ist gefährlich, da der Kanal tief ist und kaltes, schnell fließendes Wasser (8,8 km pro Stunde) führt. Mit über 500 Menschen, die seit 1997 im Kanal ertrunken sind, gilt er als „das gefährlichste Gewässer in den USA“.